# 元超 (安定王)
元超（？—528年5月17日），字化生，河南郡洛阳县（今河南省洛阳市东）人，追尊魏景穆帝拓跋晃的曾孙，征虏将军、豳州刺史、安定王元燮之子，北魏宗室、官员。

## 生平
元超在魏孝明帝元诩初年承袭为安定王，当时因为灵太后的父亲胡国珍被封为安定公，元超于熙平二年四月乙卯（517年5月30日）被改封为北平王，授任城门校尉、通直散骑侍郎、东中郎将，不久授任光禄大夫、兼任将作大匠。建义元年四月庚子（528年5月17日），元超在河阴之变中遇害。魏孝庄帝元子攸初年，朝廷赠予元超车骑大将军、仪同三司、岐州刺史。建义元年四月甲辰（528年5月21日），元超的安定王爵位被恢复。

## 家庭

### 兄弟姐妹
- 元琰，西魏宋安懿王
- 元氏，嫁散骑闾某

### 子女
- 元孝景，东魏通直郎，安定王，北齐接受禅让后，爵位依例降低[9]
- 元氏，嫁北齐骠骑大将军、太中大夫裴子通[10]